# Самервил (Тенеси)
Самервил (енгл. Somerville) град је у америчкој савезној држави Тенеси.

## Демографија
По попису из 2010. године број становника је 3.094, што је 575 (22,8%) становника више него 2000. године.
| Група             | 2000.         | 2010.         |
| Белци             | 1.505 (59,7%) | 1.617 (52,3%) |
| Афроамериканци    | 992 (39,4%)   | 1.371 (44,3%) |
| Азијати           | 2 (0,1%)      | 16 (0,5%)     |
| Хиспаноамериканци | 6 (0,2%)      | 61 (2,0%)     |
| Укупно            | 2.519         | 3.094         |